# Hamidou Ouarga
Mohammed Ouarga, plus connu sous le nom de Hamidou Ouarga, né le 15 août 1964 à Mohammédia (Maroc) est un directeur technique marocain de football
Il est directeur technique de l'Association sportive des FAR et Cadre de la Direction Technique Nationale au sein de la Fédération royale marocaine de football, Instructeur FIFA & CAF.

## Biographie
Mohammed Ouarga, plus connu sous le nom de Hamidou Ouarga, né le 15 août 1964 à Mohammédia (Maroc) est un directeur technique marocain de football il est actuellement le Directeur Technique de l'Association sportive des FAR et Cadre de la Direction Technique Nationale au sein de la Fédération royale marocaine de football.
Ouarga était l'entraîneur de l'équipe nationale olympique du Maroc lors des Jeux olympiques d'été de 2012.
En 2011, la Fédération royale marocaine de football nomme Mohammed Ouarga en tant qu’entraîneur de l'équipe nationale olympique du Maroc. Le 7 décembre 2011, il réussit à qualifier la sélection marocaine pour les Jeux Olympiques de Londres 2012.
En 2016, Al Ahli Dubai nomme Mohammed Ouarga en tant que directeur technique adjoint de l'académie d'Al-Ahli Dubaï.
En 2017, Sporting Club Chabab Mohammédia nomme Mohammed Ouarga en tant que directeur technique du club. Son travail au sein du club est rapidement salué par les dirigeants pour sa rigueur, sa vision du développement sportif, sa grande expérience dans les domaines de la formation et de la gestion sportive. En reconnaissance de son engagement et de ses résultats, il est promu en 2021 au poste de Manager Général du Club.
En 2022, Centre de Formation LANORIA nomme Mohammed Ouarga en tant que Directeur Technique du Centre de Formation.
En 2024, La Fédération royale marocaine de football et la FIFA nomme Mohammed Ouarga comme instructeur formateur des entraîneurs - FIFA/FRMF.
En 2024, La Fédération royale marocaine de football et la CAF nomme Mohammed Ouarga comme instructeur formateur des entraîneurs - CAF/FRMF.
En 2024, l'Association sportive des FAR nomme Mohammed Ouarga en tant que Directeur Technique du Club.

## Palmarès
- Maroc
  - Finaliste de la Coupe d'Afrique des nations des moins de 23 ans en 2011
  - Finaliste International Freindly Tournament Cairo- Egypt en 2010
  - Qualifié au JO de London 2012
- Sporting Club Chabab Mohammédia
  - Finaliste de Coupe du Maroc en 1999 (en tant qu'entraîneur adjoint)

- Al-Ahli Dubaï
  - Vainqueur du Championnat U14 lors de la saison 2003-2004
  - Vainqueur du Championnat U14 lors de la saison 2015-2016
  - Vainqueur de la Coupe U17 lors de la saison 2015-2016
  - Vainqueur du Championnat U17 lors de la saison 2015-2016
  - Vainqueur du 6ème tournoi d'été de DSC pour les académies de football U17 lors de la saison 2015-2016
  - Finaliste du 6ème tournoi d'été de DSC pour les académies de football U15 lors de la saison 2015-2016
  - Vainqueur de la Coupe U16 lors de la saison 2016-2017
  - Vainqueur du 7ème tournoi d'été de DSC pour les académies de football U16 lors de la saison 2016-2017
  - Vainqueur du Championnat U16 lors de la saison 2016-2017
  - Vainqueur du Championnat U15 lors de la saison 2016-2017